# フィリップ・シャルボノー
フィリップ・シャルボノー（Philippe Charbonneaux、1917年 - 1988年）は、フランスのプロダクトデザイナーである。ランス出身。
主に自動車やトラックのデザインで有名だが、そればかりではなくテレビセットの様な他の製品のデザインも手掛けた。
彼の作品の多くは、現在パリのポンピドゥー・センターやニューヨーク近代美術館などに展示されている。
シャルボノーは自動車のデザインに傾注し、多くの工夫に富んだ試作車を残している。
彼の死の僅か2年前に発表された試作車エリプシス（Ellipsis）は、今でも新鮮かつモダンである。
シャルボノーは、ルノー、フォード。ドライエ、ベルリエ、ブガッティ等のメーカーのデザインを担当した。
シャルボノーの有名な作品にはテレビア・パノラミックIII（Téléavia Panoramic III）テレビセット、ルノー・8（1962年）、高級ファミリーカーの最高峰であり1965年のヨーロッパ・カー・オブ・ザ・イヤーを受賞したルノー・16（1965年）がある。
彼にはレースカーや40台のオートバイを含む160台近くのビンテージカーの個人コレクションがあり、1985年に設立されたランス自動車博物館の基となったS.C.A.R. (Salon of Vintage Car Club Collectors in Rheims)に寄贈された。

## 代表作
- ルノー・8（1962年）
- ルノー・16（1965年）

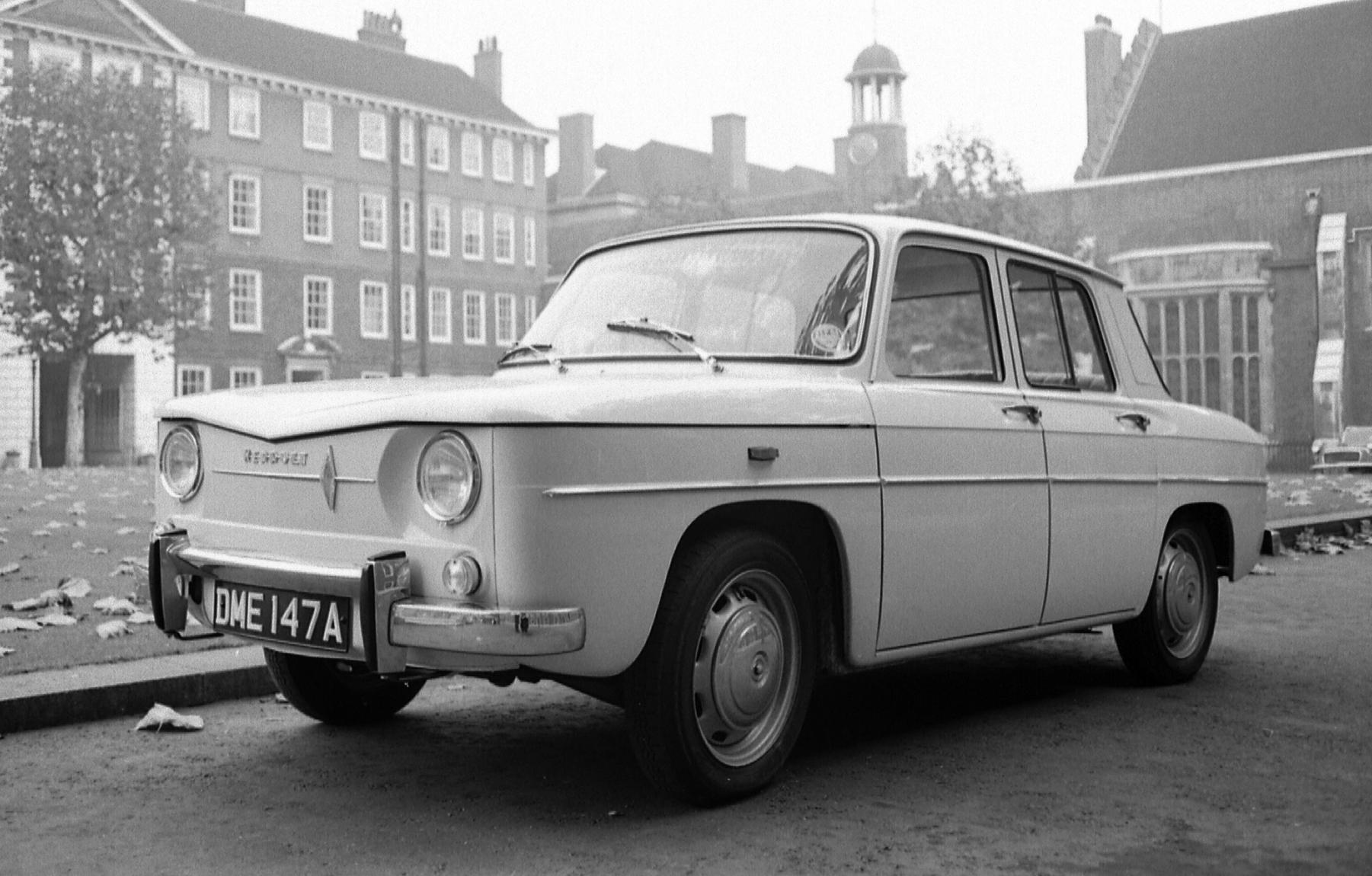
ルノー・8
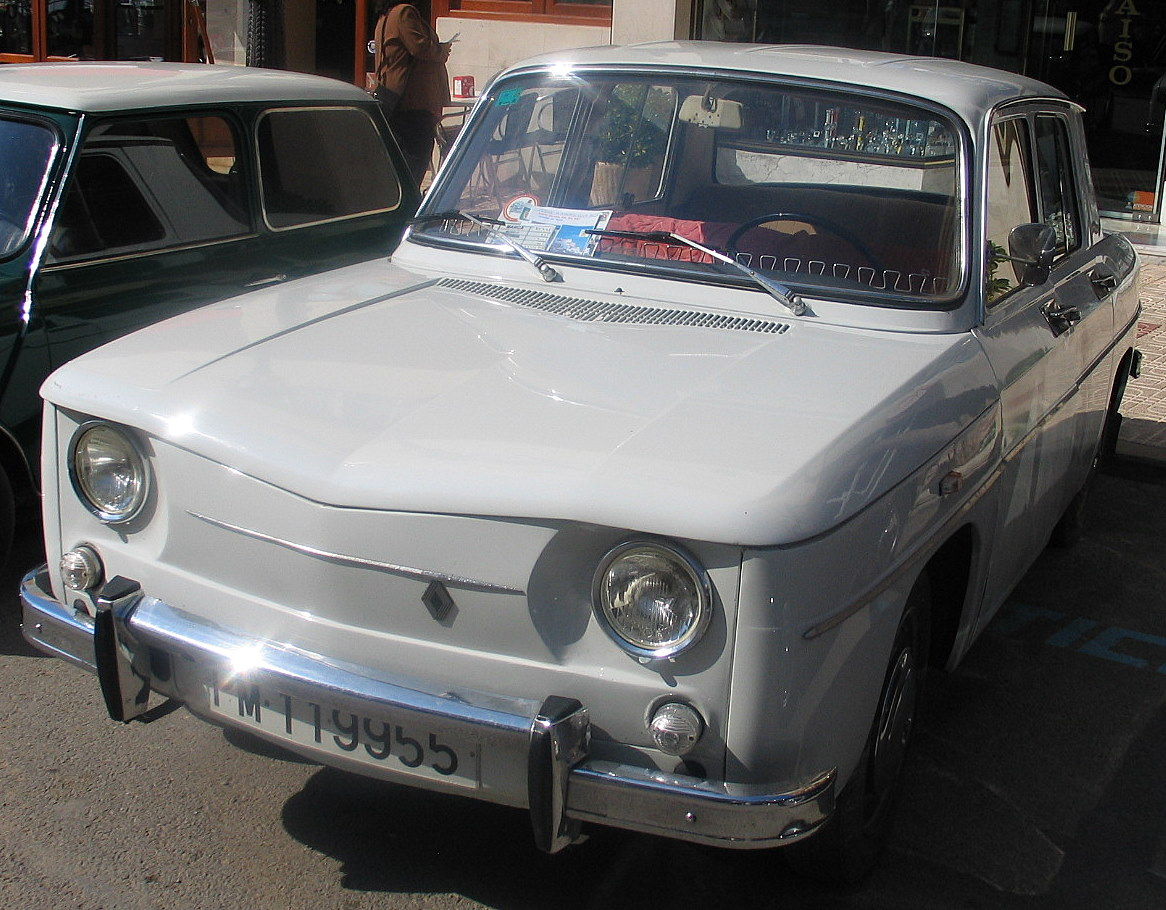
ルノー・8
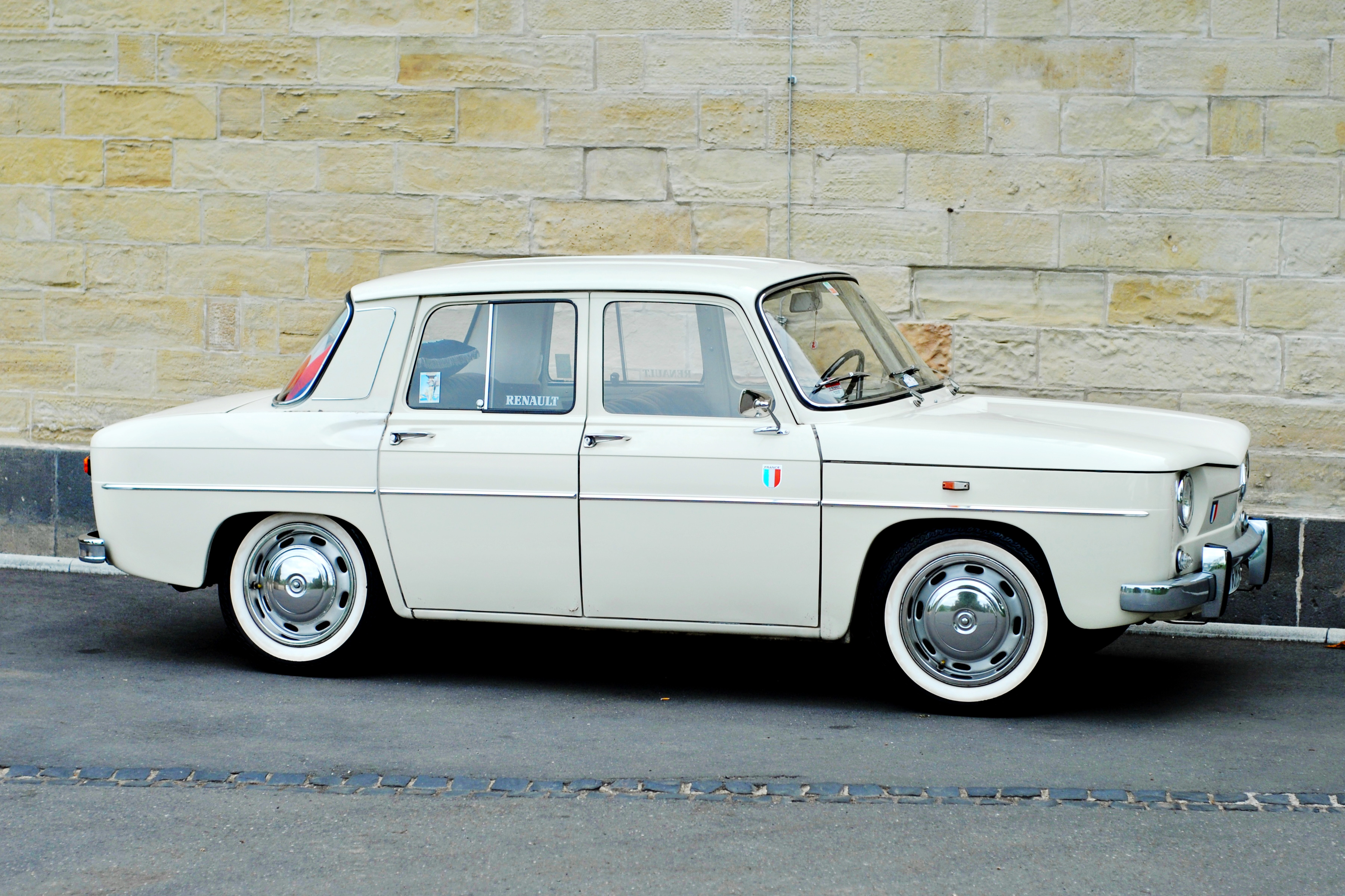
ルノー・8
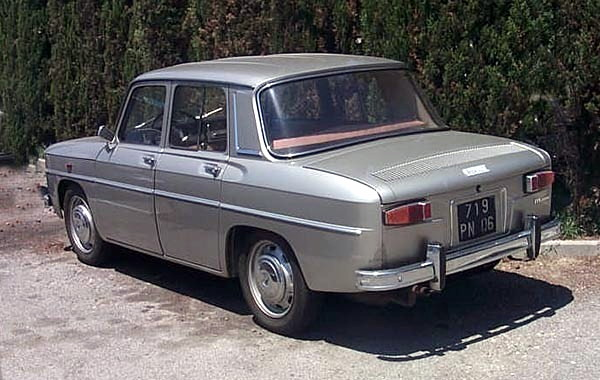
ルノー・8
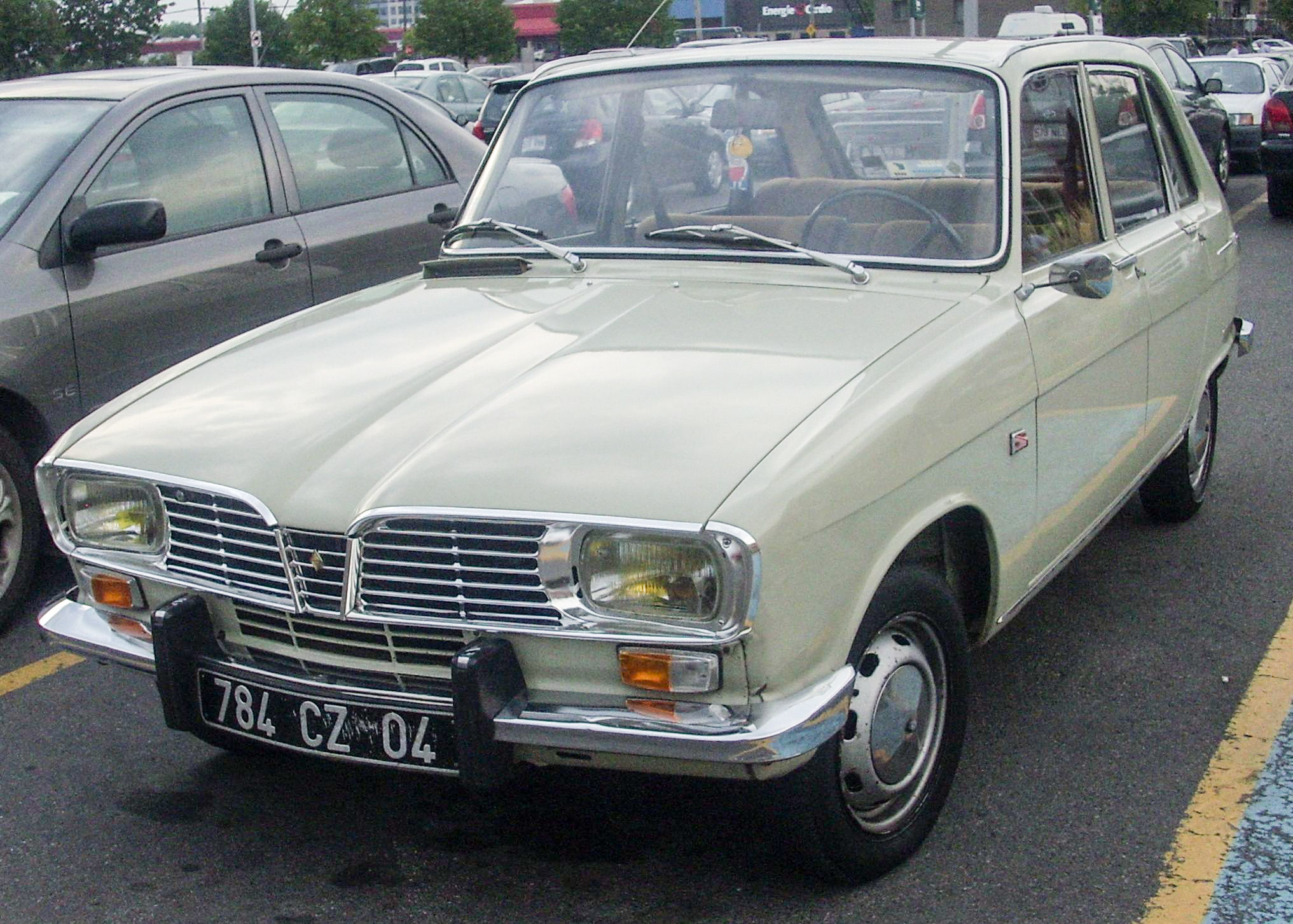
ルノー・16
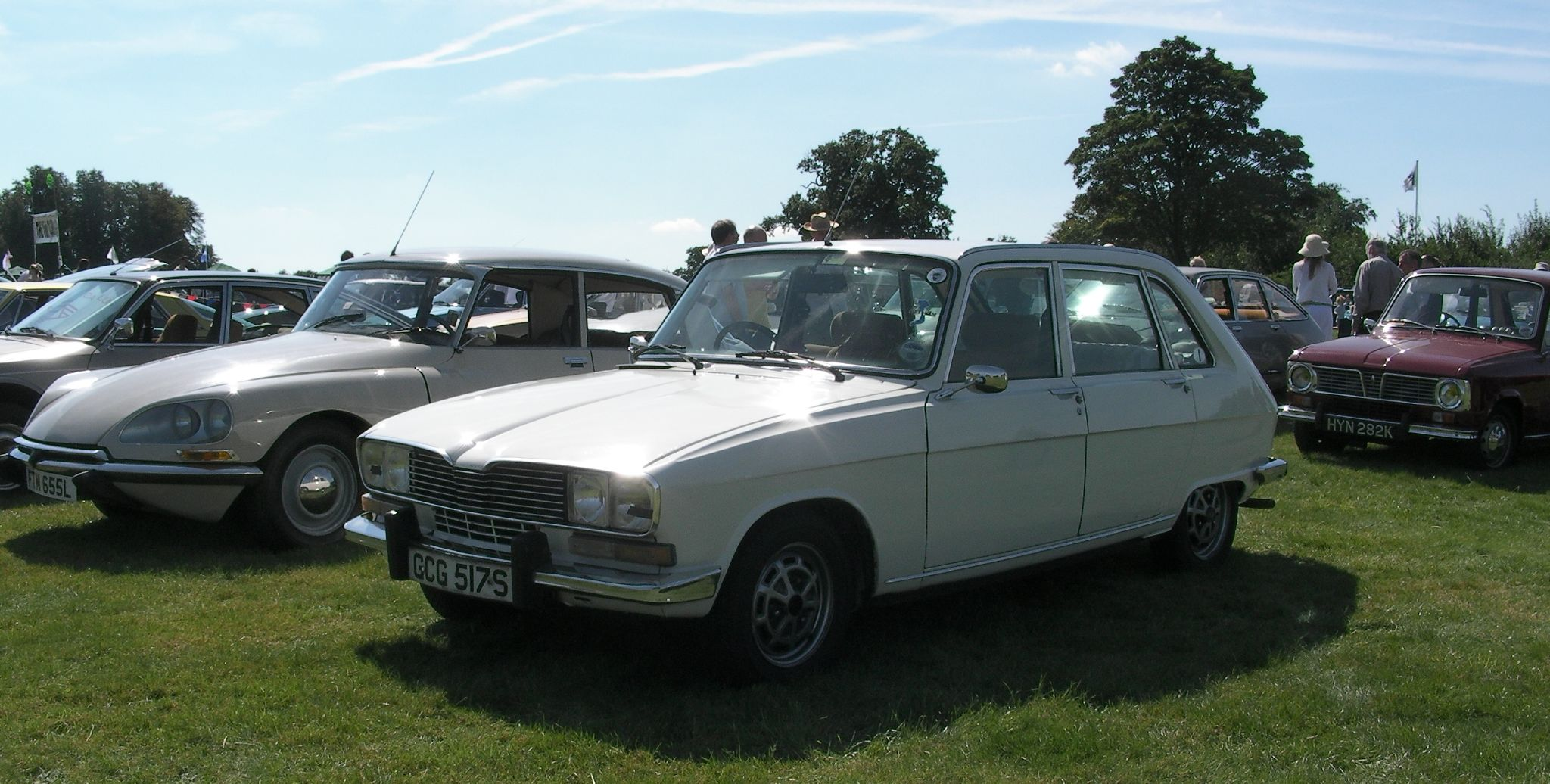
ルノー・16
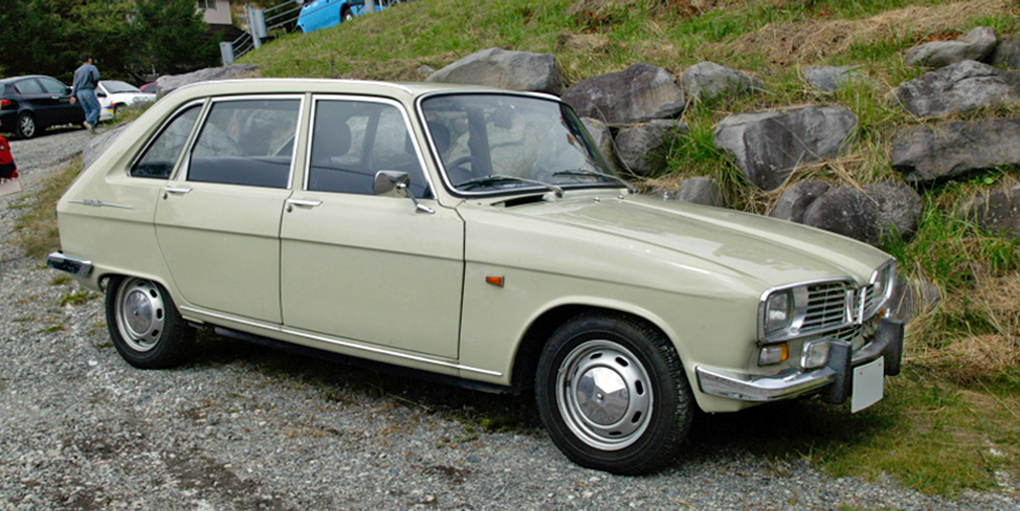
ルノー・16
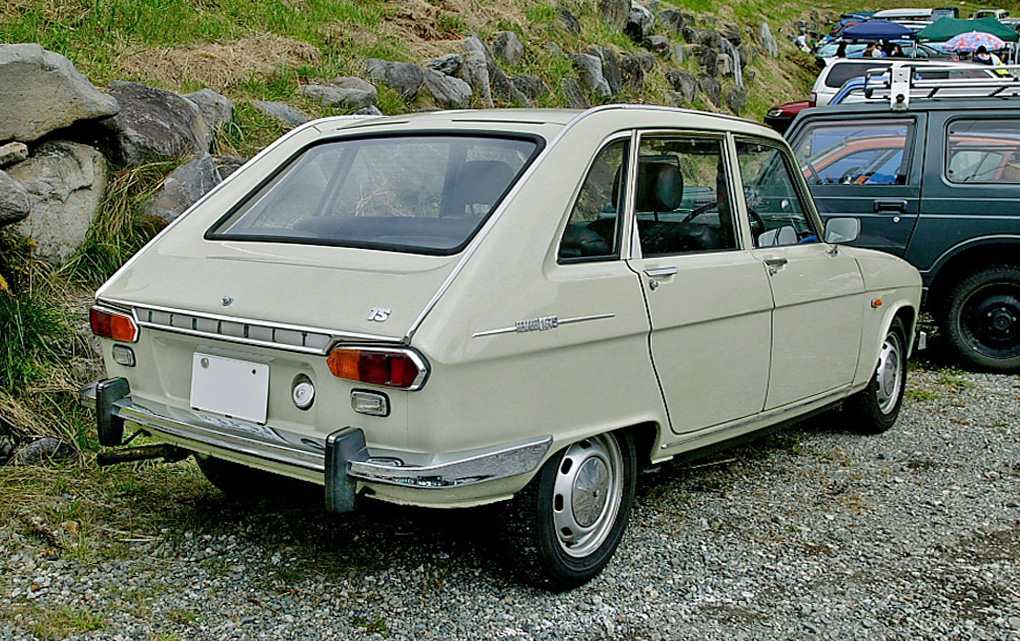
ルノー・16